# Narusawa
Narusawa (jap. 鳴沢村 Narusawa-mura) – wieś w Japonii, na wyspie Honsiu, w prefekturze Yamanashi. Według danych na rok 2020 miejscowość zamieszkiwało 2 824 mieszkańców , a gęstość zaludnienia wyniosła 31,5 os./km².